# Baja Mali Knindža
 (mai 2011).
Si vous disposez d'ouvrages ou d'articles de référence ou si vous connaissez des sites web de qualité traitant du thème abordé ici, merci de compléter l'article en donnant les références utiles à sa vérifiabilité et en les liant à la section « Notes et références ».
Baja Mali Knindža (en serbe en écriture cyrillique : Баја Мали Книнџа) est un chanteur serbe né le 13 octobre 1966 à Livno (alors en Yougoslavie, République socialiste de Bosnie-Herzégovine).

## Biographie
De son vrai nom Mirko Pajčin, Baja Mali Knindža est un grand des grands représentants de la scène turbo folk serbe[réf. nécessaire].

## Thème de prédilection
C'est un artiste devenu célèbre surtout grâce à ses chansons patriotiques, qui font référence aux guerres de Yougoslavie, chantées sur un ton moqueur et provocateur à l'égard des communautés non serbes.
L'une de ses chansons les plus célèbres "Ne volim te Alija" (Je ne t'aime pas Alija) qui critique directement l'ancien président bosniaque Alija Izetbegović, le refrain est le suivant "Je ne t'aime pas Alija car tu es un "balija" (terme injurieux appliqué aux Bosniaques vis-à-vis de leur religion musulmane) et tu as brisé un rêve tranquille". 
Le rêve tranquille est selon lui une métaphore qui renvoie à la bonne entente supposée qui régnait entre les différentes ethnies en Bosnie avant l'arrivée au pouvoir "d'ultranationalistes bosniaques musulmans."

## Vie privée
Sa cousine Ksenija Pajčin (serbe : Ксенија Пајчин) était également une chanteuse, connue pour ses provocations et ses tenues légères (elle fut assassinée par son petit ami le 16 mars 2010, il s'agirait d'un meurtre-suicide).